# Hetepheres I.
Hetepheres I. ist der Name einer altägyptischen Königin. Sie war wahrscheinlich die Gemahlin des Snofru und Mutter des Cheops (4. Dynastie) (Altes Reich).

## Belege
Hetepheres I. ist vor allem wegen ihrer Grabausstattung bekannt, die sich in einem Schachtgrab in Gizeh fand. Zahlreiche Möbelstücke und Tonsiegel von dort tragen ihren Namen. Hetepheres I. wird möglicherweise auch auf dem Palermostein genannt. Ihr Name findet sich – wenn auch stark beschädigt – über den Jahresfenstern des Cheops, gemeinsam mit der (heute verlorenen) Namensbandarole des Königs, sodass ihre Mutterschaft zu Cheops als gesichert gilt.

## Familie
Zu der Person der Hetepheres ist nicht viel bekannt, außer dass sie die Mutter des Cheops war, von daher ist auch angenommen worden, dass sie die Gemahlin des Snofru gewesen sein könnte. Indiz dafür sind der zeltförmige Baldachin und eine Kiste, in der die Zeltstoffe aufbewahrt waren. Beide Mobiliare tragen die Kartuschennamen des Snofru. Für gewöhnlich werden so wertvolle Möbelstücke Gemahlinnen als Geschenke überreicht. Auf diesen Umstand stützt sich die Gemahlinnenthese. Es werden aber auch Zweifel an einer Ehebindung zwischen Hetepheres I. und Snofru gehegt, da sie keinen Titel trägt, der explizit auf den Status einer Königsgemahlin hinweist. Dafür trägt sie als erste königliche Dame den Titel „Gottestochter“, der im Alten Reich Königsmüttern vorbehalten war.

## Grab

Halskette und Anhänger der Hetepheres I

In der recht kleinen Grabkammer fanden sich zahlreich aufgeschichtete Gegenstände.
Die organischen Materialien der Funde waren bereits zu Staub und kleinste Teile zerfallen. Der Boden des ganzen Raumes war mit Goldblech angefüllt, das von den mit Gold beschlagenen Möbeln stammte, die hier einst deponiert waren. Eine Zusammensetzung dieser winzigen Bruchstücke wurde von Ägyptologen und Archäologen als unmöglich erachtet, und Reisner wurde davon abgeraten. Doch er verzeichnete die genaue Lage der einzelnen Fragmente und es gelang ihm sogar, die Grabausstattung zu rekonstruieren. Obwohl Rekonstruktionen von Bruchstücken zum Alltag der Archäologen und mancher Ägyptologen gehören, ist diese Arbeit eine besonders herausragende Leistung.

## Grabausstattung

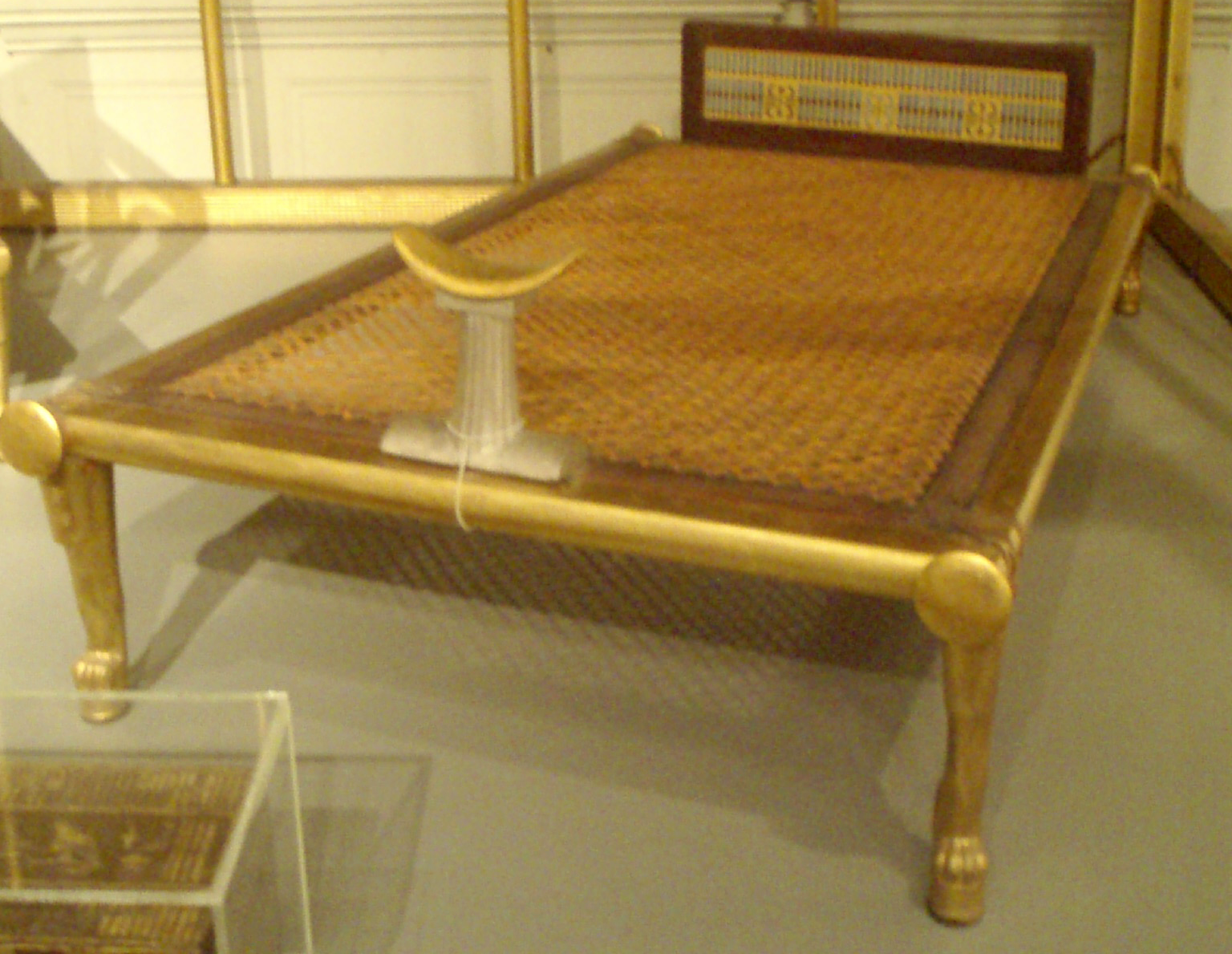
Rekonstruiertes Bett mit Kopfstütze

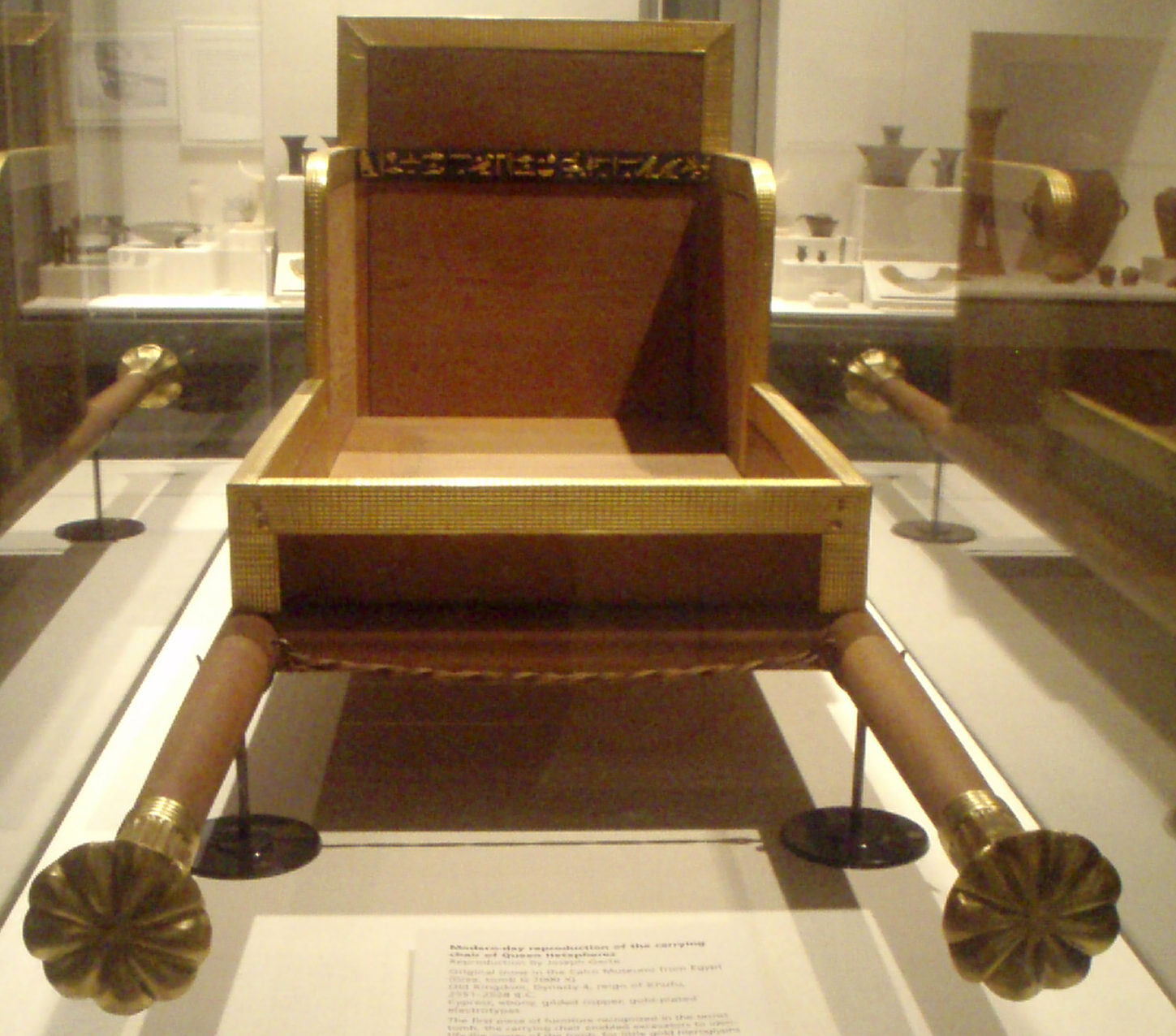
Rekonstruierte Sänfte

Demnach waren in die Kammer zwei Sessel, ein Baldachin, ein Bett und eine Sänfte gestellt worden. Daneben fanden sich Truhen mit Schmuck und zahlreiche Keramik. Das Bett, vollständig nachgebaut, ist ein häufig fotografiertes Beispiel für die Schlafgewohnheiten der alten Ägypter.
An der Wand der Grabkammer fand sich der Sarkophag der Hetepheres, der zur Überraschung der Ausgräber jedoch leer war. Der Verbleib der Mumie ist bis heute ungeklärt und gab Anlass zu verschiedenen Theorien, die teilweise sogar ihre Mutterschaft oder Identität bezweifeln.